# La Esperanza Nueva
La Esperanza Nueva är en ort i Mexiko.   Den ligger i kommunen Álamo Temapache och delstaten Veracruz, i den sydöstra delen av landet, 220 km nordost om huvudstaden Mexico City. La Esperanza Nueva ligger 48 meter över havet och antalet invånare är 490.
Terrängen runt La Esperanza Nueva är huvudsakligen platt, men åt nordost är den kuperad. Terrängen runt La Esperanza Nueva sluttar norrut. Runt La Esperanza Nueva är det ganska tätbefolkat, med 166 invånare per kvadratkilometer. Närmaste större samhälle är Álamo, 12,3 km nordväst om La Esperanza Nueva. Trakten runt La Esperanza Nueva består till största delen av jordbruksmark.